# FMのべおか

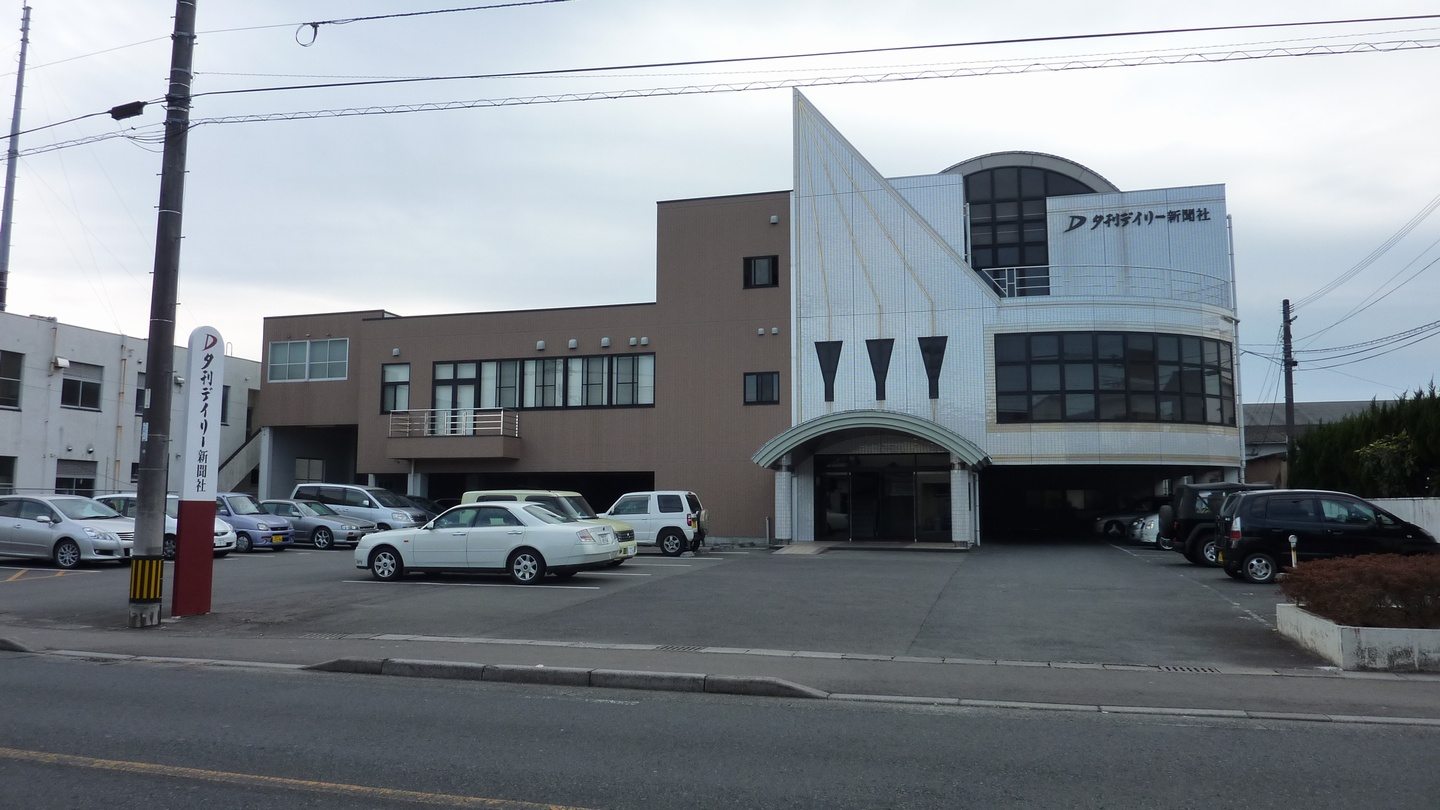
本社のある夕刊デイリー新聞社本社

株式会社FMのべおかは、宮崎県延岡市の一部地域を放送区域として、超短波放送（FM放送）のコミュニティ放送を行う特定地上基幹放送事業者である。
放送局呼称は社名と同じ「FMのべおか」。

## 概要
宮崎県北部で初のコミュニティFM局である。
資本金5000万円。株式の過半数を地元の夕刊紙である夕刊デイリー新聞社が保有し、本社・スタジオは延岡市大貫町の同社に設置されている。
「リスナーとともにつくるラジオ」「元気の出るラジオ」をコンセプトとする。

### 送信所

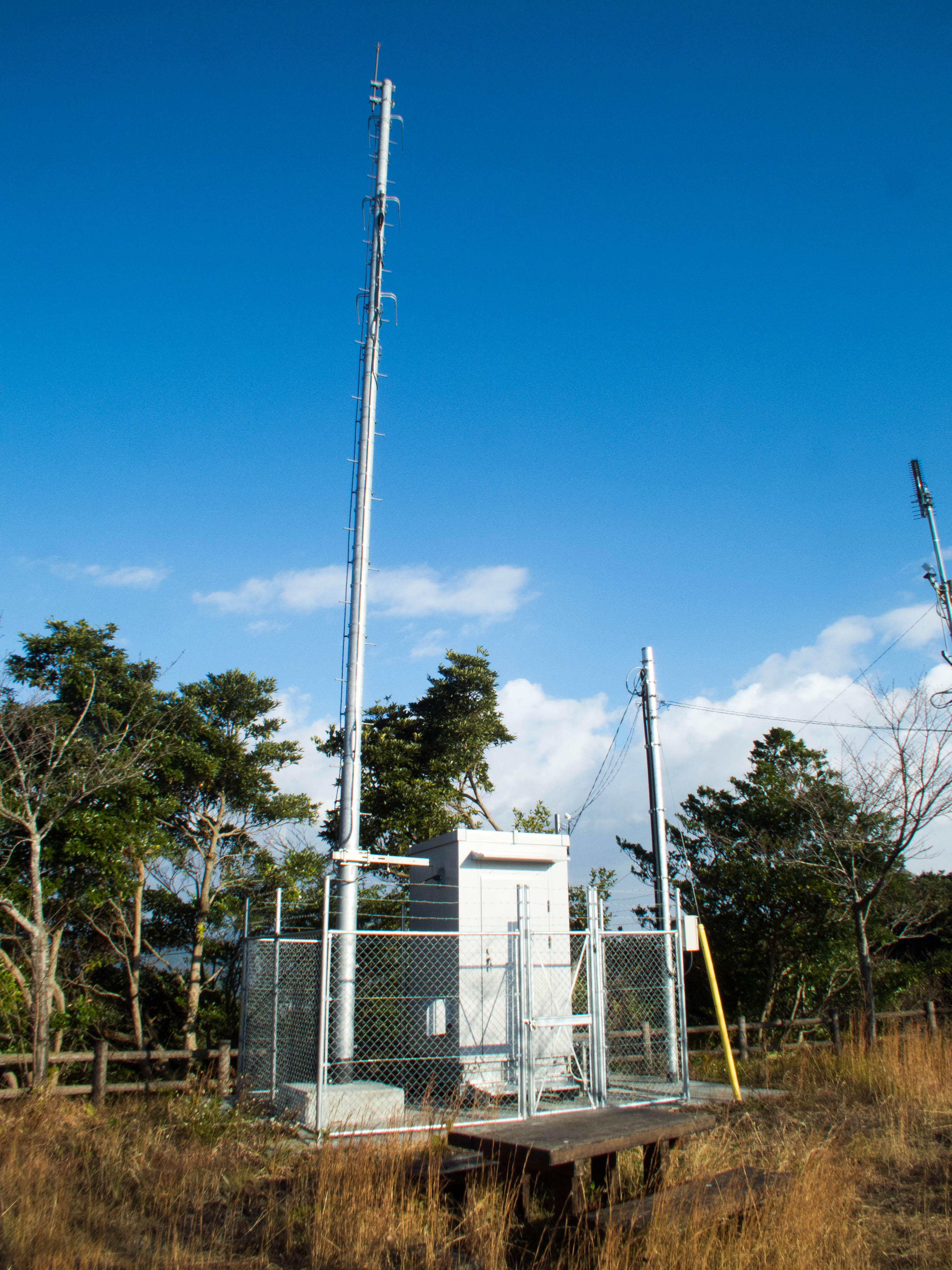
延岡中継局

コールサインはJOZZ0BZ-FM。周波数88.6メガヘルツ、空中線電力20ワットで、愛宕山北東の愛宕山公園（展望台周辺）から送信し、延岡市街地のほぼ全域（約36,600世帯、延岡市の69.8%）をカバーする。
なお愛宕山の山頂周辺にはほかに、県域放送のエフエム宮崎・NHK宮崎放送局の延岡中継局が設置されている。

#### サービスエリア
カーラジオでは、延岡市郊外であればエリア外でも大抵は受信できる。
試験放送時にはサービスエリア外での受信も確認されている。
- エリア外で受信が確認されている地点[要出典]
  - 延岡市内
    - 国道218号沿線

  - 北川町鏡山山頂付近
  - 日向市市街地
  - 東臼杵郡美郷町
    - 北郷区の山中
    - 北郷区宇納間地区竹見野

  - 西臼杵郡日之影町
    - 丹助岳及び林道

### 沿革
- 2011年（平成23年）
  - 10月5日 - 株式会社FMのべおか設立。
- 2012年（平成24年）
  - 1月17日 - 予備免許取得[6]。
  - 2月11日 - 午前9時から試験放送を開始[7]。
  - 2月17日 - 免許取得。
  - 2月20日 - 午前7時から本放送を開始[8]。
- 2014年（平成26年）
  - 5月1日 - サイマルラジオ開始（のちにListenRadioも）。聴取難地域でもパソコンやスマートフォンで聴取できるようになった。
  - 7月1日 - 災害情報共有システム（Lアラート）導入。災害情報の発信の際に行政との情報共有をスムーズに行えるようになった。
- 2015年（平成27年）
  - 10月期番組改編で音楽のみの放送を開始
  - 11月頃 - APS（番組自動送出装置）導入
- 2016年（平成28年）
  - 2月1日頃[いつ?] - 毎時00分00秒に時報を放送開始
  - 10月28日 - MUSIC_BIRD_for_COMMUNITYの放送を開始

### 編成
放送時間は7時から21時の14時間ですべて生放送（番組タイトルは後述）。台風接近時には、災害情報を放送できるように24時間放送になる。
延岡市と防災協定を締結し、災害発生時には延岡市の担当職員が割り込みシステムを運用し優先的に災害情報を発信することを可能としている。
また延岡警察署と防犯協定を締結し、月に1度、警察署員が放送内で防犯に関する情報発信や啓発を行っている。

## 自社制作番組

### レギュラー
- 毎日
  - のべおか市政タイム（火曜日 16時15分）
  - のべおか市政タイム 再放送（月 - 金曜日 「うちへ帰ROTTO!」内17時30分、土曜日 14時00分、日曜日 10時00分・12時00分）
- 平日帯
  - サンシャインモーニングNOBEOKA（月 - 金曜日 7時00分 - 9時00分）
  - ランチNAMBAN（月 - 金曜日 11時00分 - 13時00分）
  - うちへ帰ROTTO!（月 - 金曜日 17時00分 - 19時00分）
  - のべおか千夜一夜（月 - 金曜日 19時00分 - 20時00分[11]）
- その他の平日
  - ウルトラクリーン大作戦（第2木曜日 13時00分 - 14時00分）
  - 豊人は語る（第3木曜日 13時00分 - 14時00分）
- 土曜日
  - おめざめINサタデー（土曜日 7時00分 - 9時00分）
  - GO!GO!886（土曜日 17時00分 - 18時00分）
  - メモリアルミュージック（土曜日 18時00分 - 19時00分）
  - 破天荒ラジオ よだラジ!（土曜日 19時00分 - 20時00分）
- 日曜日
  - おめざめINサンデー（日曜日 7時00分 - 9時00分）
  - ミュージックパルク（日曜日 17時00分 - 19時00分）

#### 過去の番組
- Dairyデイリー
- Nobeokaスーパー886
- デイリーMusic
- ミュージックストリート886
- Feel The Music
- サタデーカフェ
- サンデーカフェ

ほか

### 特別番組
- 兵頭頼明のこだわり映画館（2012年から毎年8月）
- 校歌の時間（2018年8月）
- 市民音楽祭（2019年）